# Laurent de Gouvion Saint-Cyr

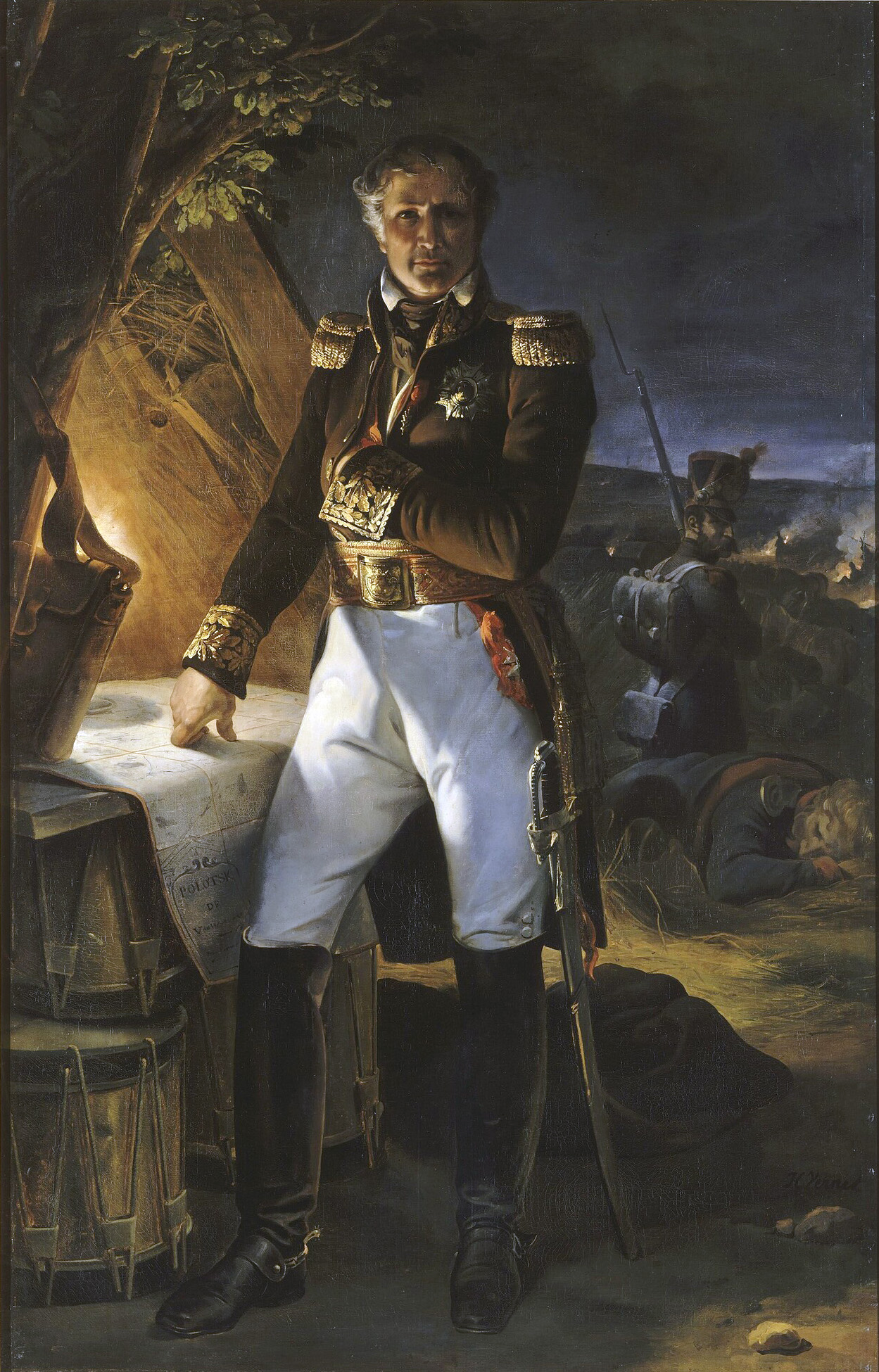
Laurent de Gouvion Saint-Cyr am zweiten Tag der Ersten Schlacht bei Polozk, 18. August 1812; Ölgemälde von Horace Vernet, 1821

Laurent de Gouvion Saint-Cyr, 1. Marquis de Gouvion-Saint-Cyr (* 13. April 1764 in Toul; † 17. März 1830 in Hyères) war ein französischer Offizier, Marschall des Empire sowie Kriegs- und Marineminister von Frankreich.

## Biografie

### Die Anfänge
Laurent Gouvion hatte eigentlich vor, Maler zu werden. Er verließ mit 18 Jahren sein Elternhaus um in Rom zu studieren, was er mit wenig Erfolg tat. Wieder in Paris, trat er nach dem Beginn des Krieges am 1. September 1792 in das „1er Bataillon de chasseurs de Paris“ (1. Bataillon der „Jäger von Paris“) ein und wurde im November – wie kurzfristig in der Revolutionsarmee üblich – von seinen Kameraden zum Capitaine gewählt und dann zur Armée du Rhin (Rhein-Armee) versetzt. Um sich von seinen ebenfalls in der Armee dienenden Verwandten zu unterscheiden, hängte er damals „Saint-Cyr“ an seinen Namen an. Als seine Terrain-Zeichnungen von General Custine gesehen wurden, kam er als Gehilfe zum Generalstab und wurde kurz darauf von den Volksrepräsentanten, die sich damals bei der Armee aufhielten, als Generalstabschef zum General Férey kommandiert, wo er eine Operation glänzend leitete.
Unter General Hoche wurde er innerhalb von nur sieben Tagen zum Général de brigade (5. März 1794) und dann zum Général de division befördert und drängte bei Mainz mit der 2. Division die preußische Armee zurück. Unter General Moreaus Oberbefehl am 1. Juni 1796 kommandierte er den linken Flügel der „Rhein- und Mosel-Armee“. Hier trug er zum glücklichen Ausgang der Schlacht bei Biberach und der Schlacht bei Malsch bei. Durch das schnelle Vorrücken Gouvions wurde das linke Neckarufer erobert und konnte gegen Erzherzog Karl gehalten werden. Erst als die „Armée de Sambre-et-Meuse“ mehrere Schlappen einstecken musste, musste auch die „Rheinarmee“ sich zurückziehen. Im Winter 1796/97 verteidigte er mit Desaix das verschanzte Lager bei Kehl.
Als Moreau in Ungnade fiel und Hoche das Kommando über beide Armeen übernahm, aber am 15. September 1797 starb, wurde Gouvion das Kommando vom Sterbenden übergeben. Nach dem Frieden von Campo Formio kämpfte Gouvion im Jura, erhielt 1798 kurzfristig den Oberbefehl über die Armee in Rom und wurde anschließend zur Armee vor Mainz geschickt. 1799 rückte er unter Jourdan in Schwaben ein, ein nicht sehr erfolgreicher Feldzug.

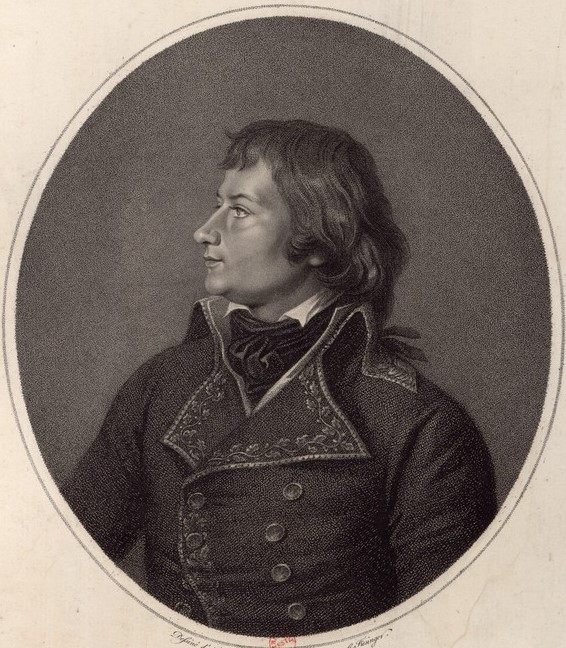
Porträt von Jean-Urbain Guérin, 1801

### Unter Napoléon
Am 25. Juni 1799 wurde er zur Armée d’Italie kommandiert und führte Truppen, die kaum Sold, Kleidung und Proviant hatten, konnte aber dennoch nach der erfolgreichen Schlacht bei Albano, 15. Dezember in Genua einziehen. Napoléon ehrte ihn mit einem kostbaren Säbel, der ursprünglich für den türkischen Sultan bestimmt war.
Anfang 1800 kam Gouvion wieder zur „Rheinarmee“ unter Moreau, konnte die Österreicher über Biberach zurückwerfen und wurde mehrfach verwundet. Er kurierte sich in Paris aus, wo er am 20. September Staatsrat im Kriegsausschuss wurde. 1801 kam er nach Spanien und wurde, weil die Expedition nach Portugal unterblieb, dort Gesandter vom 2. November bis in den August 1802, anschließend Befehlshaber des französisch-italienischen Korps, welches Apulien zu besetzen hatte.
Im Mai 1805 war er bei der Krönung in Mailand, leitete die Räumung des Königreichs Neapels und wurde Masséna unterstellt. Er schloss sich der Armee an, die Joseph Bonaparte nach Neapel führte, anschließend kommandierte er bis Ende 1806 in den Abruzzen, übernahm danach das Lager von Boulougne und den Oberbefehl über das 1. Reservekorps.

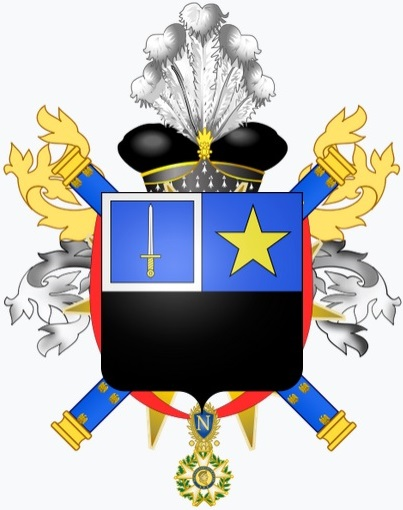
Wappen de Gouvion Saint-Cyrs als comte de l’Empire

1808 wurde Gouvion Saint-Cyr zum comte de l’Empire in der Noblesse impériale erhoben und erhielt am 17. August 1808 das Kommando über das VII. Korps der „spanischen Armee“, mit dem er in Katalonien operierte. Er eroberte die Festung der Stadt Roses, befreite den eingeschlossenen Duhesme aus Barcelona, schlug die Spanier unter General Caldagnes bei Molins de Rei und die Truppen unter Reding bei Igualada. Letzteren Truppen schlug er erneut am 25. Februar 1809 in der Schlacht bei Valls, darauf gelang es ihm, die spanischen Truppen bis über den Ebro zurückzutreiben. Im Mai begann er die Belagerung von Gerona, als er von seiner überraschenden Ablösung durch Marschall Augereau erfuhr, verblieb er wegen dessen Erkrankung noch drei Monate in seiner Position und verließ dann Katalonien. Der Kaiser war so darüber aufgebracht, dass Gouvion ohne Gehalt unter Hausarrest auf seinen Besitzungen gestellt wurde. Erst 1811 mit der Geburt des Königs von Rom, wurde er wieder nach Paris berufen und erhielt sein rückständiges Gehalt und seinen Sitz im Staatsrat.

### Napoléons Ende
Im Russlandfeldzug von 1812 erhielt Gouvion das VI. Korps, bestehend aus französischen Truppen und dem bayerischen Kontingent. Am 7. August wurde es dem II. von Charles Nicolas Oudinot unterstellt. Am 16. August wurden beide in der Ersten Schlacht von Polozk verwundet, wobei sich Oudinot zurückzog und Gouvion am folgenden Tag den Russen nochmals eine Schlacht lieferte. Für sein tapferes Verhalten erhielt er den Marschallstab. Zwei Monate später unterlag er am 20. Oktober den gegnerischen Truppen des General Wittgenstein in der Zweiten Schlacht bei Polozk, wurde dabei schwer verwundet und musste sich mit Lefebvres Korps vereinigen und zurückziehen.

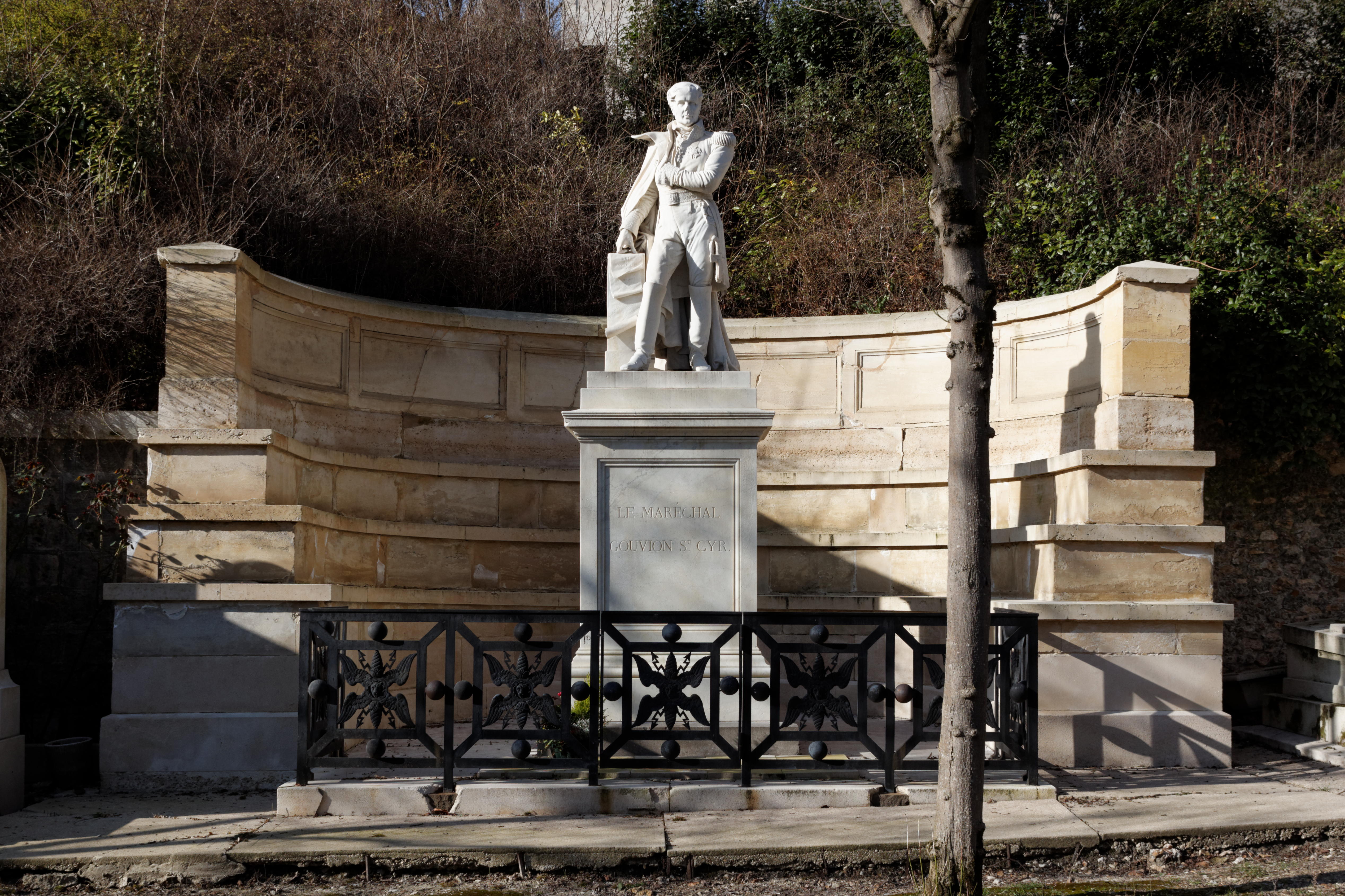
Grab von Gouvion Saint-Cyr im Friedhof Père-Lachaise in Paris

Im Befreiungskrieg von 1813 erhielt er, mittlerweile genesen, das XIV. Korps und verteidigte am 17. Oktober Dresden gegen General Ostermann-Tolstoi. Napoléons Hauptarmee unterlag derweil in der Völkerschlacht bei Leipzig. Saint-Cyr musste am 14. November eine ehrenvollen Kapitulation abschließen und Dresden verlassen, seine Truppen wurden in Österreich interniert. Als er nach Frankreich zurückkehrte, war Ludwig XVIII. schon auf dem Thron und er auf der Liste der Pairs von Frankreich.
Am 19. März 1815 erhielt er das Kommando über die bei Orléans zusammengezogene Armee, als aber Napoléon für die Herrschaft der Hundert Tage zurückkehrte, zog er sich auf seine Besitzungen zurück. 

## Nach der Restauration der Bourbonen
In der Folgezeit hatte Gouvion Saint-Cyr zweimal das Kriegsministerium (7. Juli – 26. September 1815 und 12. September 1817 – 19. November 1819) und einmal das Marineministerium inne. 1817 wurde er durch den König zum Marquis de Gouvion-Saint-Cyr erhoben und Pair von Frankreich. Aufgrund von Uneinigkeiten mit anderen Kabinettsmitgliedern zog sich Gouvion 1819 in sein Privatleben zurück, wo er am 17. März 1830 starb.

## Ehrungen
Sein Name ist am Triumphbogen in Paris in der 13. Spalte (GOUVION-SAINT-CYR) eingetragen.
Gouvion Saint-Cyr war Colonel général des cuirassiers.